# Frederick Hervey, 1. markýz z Bristolu
Frederick William Hervey, 1. markýz z Bristolu (Frederick William Hervey, 1st Marquess of Bristol, 5th Earl of Bristol, 1st Earl Jermyn of Horningsheath, 5th Baron Hervey of Ickworth) (2. října 1769, Ickworth House, Suffolk, Anglie – 5. února 1859, Londýn, Anglie) byl britský šlechtic a politik. Od roku 1803 zasedal ve Sněmovně lordů, jako švagr dlouholetého premiéra 2. hraběte z Liverpoolu získal v roce 1826 titul markýze z Bristolu.

## Životopis

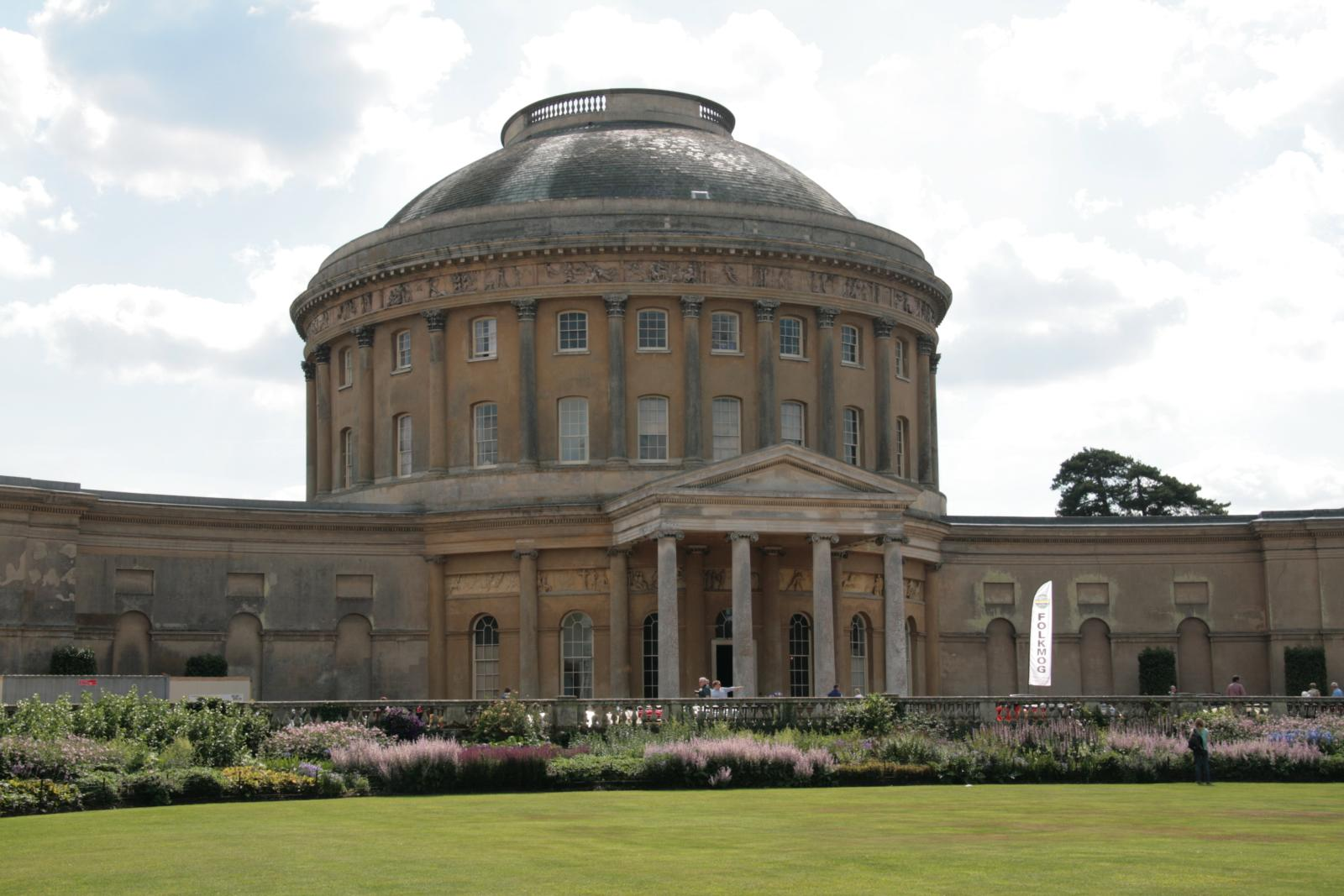
Zámek Ickworth House (Suffolk, Anglie), hlavní rodové sídlo Herveyů

Pocházel ze starobylého šlechtického rodu Herveyů, narodil se na rodovém sídle Ickworth House jako druhorozený syn irského biskupa 4. hraběte z Bristolu, jeho starší bratr lord John Hervey (1757–1796) byl vyslancem v Toskánsku. Frederick od mládí sloužil v armádě, mezitím vystudoval v Cambridge. Vojenskou službu opustil v roce 1792 v hodnosti kapitána, v letech 1794–1803 byl poslancem Dolní sněmovny za stranu whigů (jako dědic svého otce užíval jméno lord Frederick Hervey). V Addingtonově vládě zastával funkci státního podsekretáře zahraničí (ministrem zahraničí byl tehdy jeho švagr Robert Jenkinson). Po úmrtí svého otce zdědil v roce 1803 titul hraběte z Bristolu a rodové statky v Suffolku, přešel do Sněmovny lordů a opustil vládu. V následujících letech se veřejně angažoval jen výjimečně, ale jako švagr premiéra Liverpoola získal v roce 1826 titul markýze z Bristolu, zároveň obdržel titul hraběte Jermyna určený pro prvorozeného dědice (titul Jermyn byl odvozen od jména spřízněného rodu Jermynů, po němž Herveyové v 18. století zdědili část majetku v Suffolku), mladším synům markýze byl určen titul lorda.
Po otci převzal neúplnou přestavbu rodového sídla Ickworth House (Suffolk), která byla dokončena až v roce 1829. Mimo jiné byl členem Královské společnosti a získal čestný doktorát v Cambridge. Svým potomkům zanechal majetek v hodnotě 90 000 liber

## Rodina
Jeho manželkou byla od roku 1798 irská šlechtična Elizabeth Upton (16. 8. 1775 – 25. 5. 1844 Brighton), sestra 1. vikomta Templetowna Měli spolu devět dětí:
- 1. Augusta (29. 12. 1798 Horringer – 17. 3. 1880)
  - ⚭ 1832 Frederick Charles William Seymour (1. 2. 1797 – 7. 12. 1856), syn admirála Hugha Seymoura
- 2. Frederick William (15. 7. 1800 Londýn – 30. 10. 1864 Ickworth House), dědic titulů, který do otcovy smrti užíval titul hraběte Jermyna
  - ⚭ 1830 Katherine Isabella Manners (4. 2. 1809 – 20. 4. 1848 Londýn)
- 3. Georgiana (8. 9. 1801 – 16. 1. 1869 Durham)
  - ⚭ 1836 reverend John Grey (2. 3. 1812 – 11. 11. 1895 Durnham), kanovník v Durnhamu, syn Charlese Greye, britského ministerského předsedy v letech 1830–1834
- 4. George (25. 1. 1803 – 3. 2. 1838), major, svobodný a bezdětný
- 5. William (27. 9. 1805 – 6. 5. 1850)
  - ⚭ 1844 Cecilia Mary Fremantle (2. 4. 1809 – 24. 11. 1871)
- 6. Arthur (20. 8. 1808 Londýn – 9. 6. 1894 Basingstoke), biskup v Bathu a Wellsu, mimo jiné proslul jako lingvista a autor nového překladu Bible.
  - ⚭ 1839 Patience Singleton (1813 – 14. 12. 1904)
- 7. Sophia (26. 4. 1811 – 1. 10. 1863)
  - ⚭ 1835 William Howe Windham (30. 3. 1802 – 22. 12. 1854)
- 8. Charles (1. 11. 1814 Londýn – 11. 4. 1880 Great Chesterford), reverend
  - ⚭ 1839 Hariet Charlotte Sophia Ryder (1810 – 26. 9. 1899)
- 9. Alfred (25. 6. 1816 – 15. 4. 1875), politik
  - ⚭ 1845 Sophia Elizabeth Cheste (1825 – 20. 9. 1892)